# Campbell-Gletscher
Der Campbell-Gletscher ist ein rund 100 km langer Gletscher im ostantarktischen Viktorialand. Er fließt vom Südende der Mesa Range in südöstlicher Richtung zwischen der Deep Freeze Range und Mount Melbourne und mündet an der Scott-Küste in Form der Campbell-Gletscherzunge (74° 36′ 0″ S, 164° 42′ 0″ O) in den nördlichen Abschnitt der Terra Nova Bay.
Der untere Abschnitt des Gletschers wurde von der vom britischen Polarforscher Victor Campbell (1875–1956) geleiteten Nordgruppe der Terra-Nova-Expedition (1910–1913) entdeckt. US-amerikanische und neuseeländische Landvermessungen erfassten in den Jahren von 1961 bis 1964 die geografische Ausdehnung des Gletschergebiets. Diese führten zur Widerlegung Campbells irrtümlicher Annahme, der Gletscher münde statt in die Terra Nova Bay in die Nansen-Eistafel.